# Santa Rosa (Rio Grande do Sul)
Santa Rosa, amtlich portugiesisch Município de Santa Rosa, ist eine Gemeinde im südlichen Brasilien im Bundesstaat Rio Grande do Sul. Die Bevölkerung wurde zum 1. Juli 2021 auf 73.882 Einwohner geschätzt, die Santa-Rosenser genannt werden und auf einer Gemeindefläche von rund 489,4 km² leben.

## Geographie

### Lage
Im Westen des Bundesstaates Rio Grande do Sul gelegen, trennt die argentinische Grenze und Santa Rosa eine Entfernung von ungefähr 40 Kilometern.

## Geschichte
Da sich im Süden von Brasilien während der Zeit der Einwanderung viele Menschen aus Europa angesiedelt haben, sprechen heute noch viele die jeweilige Landessprache ihrer Vorfahren. Viele sind deutscher, italienischer oder polnischer Abstammung.
Zuvor ein Distrikt der Gemeinde Santo Ângelo, wurde Santa Rosa durch das Staatsdekret Nr. 4.823 vom 1. Juli 1931 durch Ausgliederung ein selbständiges Munizip und am 9. August 1931 installiert.

## Söhne und Töchter der Gemeinde
- Marcelo Baron Polanczyk (* 1974), Fußballspieler
- Deonise Cavaleiro (* 1983), Handballspielerin
- Lucas Daubermann (* 1995), Fußballspieler
- Argel Fuchs (* 1974), Fußballspieler und -trainer
- Cláudio Taffarel (* 1966), Fußballtorwart
- Xuxa (* 1963), Fernsehmoderatorin